# Patlabor: The Movie
Patlabor: The Movie (機動警察パトレイバー the Movie, Kidō Keisatsu Patoreibā Za Mūbī) ou Brasil: Patlabor , é um filme de anime japonês dirigido por Mamoru Oshii, com a história original feita por Headgear. Foi produzido pelo Studio Deen com a ajuda do estúdio IG Tatsunoko (atualmente se chama Production I.G), Bandai Visual e Tohokushinsha. Faz parte da série de mangá e anime Patlabor.

## Enredo
A história deste primeiro longa-metragem do universo Patlabor se passa imediatamente após os fatos da primeira série de OVAs. Devido à necessidade urgente de novas terras para os japoneses, o “Babylon Project” continua a todo o vapor, com mais de 3000 Labors trabalhando incessantemente, de modo a acelerar cada vez mais o ritmo das obras. Sem os Labors, pode-se afirmar que o projeto seria absolutamente inviável.
Com mais Labors no mercado, aumentam os riscos de novos e mais violentos “Labor Crimes”, e as coisas se tornam mais perigosas com o surgimento do Type-0, um novo modelo criado pelas indústrias Shinohara. O Type-0 possui um visual meio assustador e utiliza um novo sistema operacional que aumenta o desempenho dos Labors em 30%, ainda que a habilidade dos pilotos continue a fazer uma diferença e tanto na hora de entrar em ação.
Nossos velhos conhecidos Noa Izumi e Asuma Shinohara chegam à ARK, local de manutenção do Labors, para investigar se existe algo de errado por trás do projeto do Type-0. Isto porque um protótipo da empresa Shinohara chamado “Heavy Labor” escapou da base por alguma razão obscura e, após ser destruído por um pelotão de Labors, foi verificado que não possuía nenhum piloto em seu interior… e seu sistema operacional era o mesmo dos Type-0.

## Elenco
| Personagem       | Intérprete          |
| ---------------- | ------------------- |
| Noa Izumi        | Miina Tominaga      |
| Asuma Shinohara  | Toshio Furukawa     |
| Kiichi Goto      | Ryunosuke Ohbayashi |
| Shinobu Nagumo   | Yoshiko Sakakibara  |
| Kanuka Clancy    | Yō Inoue            |
| Isao Ohta        | Michihiro Ikemizu   |
| Mikiyasu Shinshi | Issei Futamata      |
| Hiromi Yamazaki  | Daisuke Gōri        |
| Shigeo Shiba     | Shigeru Chiba       |
| Seitaro Sakaki   | Osamu Saka          |
| Jitsuyama        | Mahito Tsujimura    |
| Matsui           | Tomomichi Nishimura |
| Kaihou           | Toshihiko Kojima    |
| Fukushima        | Shinji Ogawa        |
| Kataoka          | Kouji Tsujitani     |

## Lançamento
Os dois primeiros filmes de Patlabor foram lançados em DVD inúmeras vezes. A versão original usa a principal como o lançamento VHS e oferece o áudio japonês estéreo. O próximo lançamento contou com o o vídeo remasterizado e letterbox não anamórfico. A versão original norte-americana lançou o DVD pela Manga Entertainment e contou com uma transferência de VHS com a dublagem original em Inglês da MangaUK. A terceira versão, que é a mais recente R1s da utilização da Bandai Visual, com os recursos e vídeo remasterizados com a letterbox anamórfica e o som 5.1. O lançamento nos Estados Unidos apresenta uma nova dublagem em Inglês produzida pela Bandai Visual. A Australiana Madman/Manga UK R4 lançaram e usaram o Mangá e VHS Australiano, que inclui a dublagem remixada 5.1 da Manga UK e a dublagem original Japonesa 2.0. Em 2008, ambos os filmes foram lançados no Japão em Blu-ray com o áudio e legendas em Inglês. Foi licenciado na Europa pela Beez Entertainment.
No Brasil o filme foi licenciado pela 20th Century Fox Films do Brasil e estreou no canal Fox Kids, a dublagem foi realizada pelos estúdios Mastersound/Telecine.